# Dead in Vinland
Dead in Vinland est un jeu vidéo de gestion, de rôle et de survie développé par CCCP et édité par Dear Villagers, sorti en 2018 sur Windows et Mac, puis en 2019 sur Nintendo Switch sous forme d'une "True Viking Edition" regroupant les 3 DLCs sortis précédemment sur PC.
Le jeu fait suite à Dead in Bermuda.

## Accueil
- Canard PC : 6/10[2]